# Tarabas
Tarabas. Ein Gast auf dieser Erde ist ein Roman von Joseph Roth, der vom 26. Januar bis 16. März 1934 in der deutschsprachigen antifaschistischen Tageszeitung Pariser Tageblatt als Fortsetzungsroman abgedruckt und gleich darauf im Frühjahr 1934 von Querido in Amsterdam herausgebracht wurde. Bald nach seinem Erscheinen kamen Übertragungen ins Englische (The Viking Press, New York City), Französische (Gallimard, Paris), Tschechische, Polnische und Italienische (Mondadori, Mailand) auf den Markt.

## Zeit und Ort
Erzählt werden die letzten sechs Jahre im Leben des Gutsbesitzersohnes Nikolaus Tarabas. Die Handlung führt von 1914 bis 1919 von New York nach Galizien.

## Handlung
Oberst Nikolaus Tarabas sündigt erst und büßt danach.
Der Katholik Nikolaus Tarabas aus dem galizischen Dorf Koryla besucht die Technische Hochschule in Petersburg und beteiligt sich an einem Attentat auf den Gouverneur von Cherson. Zur Strafe schickt ihn sein Vater nach Amerika. Tarabas findet sich in der Fremde nicht zurecht. In New York weissagt ihm eine Zigeunerin, er würde ein Mörder und ein Heiliger werden. Im Jähzorn bringt Tarabas den Wirt einer New Yorker Bar beinahe um und wird polizeilich gesucht.
Unverhofft kommt ihm der Ausbruch des Krieges zu Hilfe. Über den Hafen Riga kehrt Tarabas nach Koryla zurück. Bevor Leutnant Tarabas bei seinem Regiment in Cherson einrückt, verführt er noch die Cousine Maria. Der Vater bemerkt das und jagt ihn aus dem Hause. Im Krieg wird Tarabas als außerordentlicher Frontoffizier zum Hauptmann befördert. Er führt die Untergebenen mit eiserner Faust, lässt töten und tötet. Als dann die Revolution ausbricht, hält Tarabas die Reste seiner Kompanie zusammen – auch mit Stock und Fäusten. Ein wildfremder rothaariger Soldat, ein Jude, erscheint und behauptet, die Revolution habe gesiegt und der Bürger Tarabas könne nach Hause gehen. Der Hauptmann lässt sich nicht entmachten – schon gar nicht von einem Juden, den er für einen sicheren Unheilsbringer hält. Tarabas dringt zu den neuen Machthabern vor, tritt resolut auf und wird tatsächlich als Oberst eingesetzt. Er soll in der Garnison Koropta ein Regiment aufstellen. Koropta liegt nicht weit von Tarabas’ Heimatort Koryla entfernt.
Was Tarabas und der Leser zu dem Zeitpunkt noch nicht wissen: Die militärische Macht übt General Lakubeit aus, ehemals Advokat von Tarabas’ Vater. Der frischgebackene Oberst stellt das Regiment auf, indem er einfach in Koropta herumlungernde Männer rekrutiert. Bei einer Inspektion macht General Lakubeit seinen Oberst Tarabas darauf aufmerksam, dass unzuverlässige Soldaten zu entwaffnen und aus dem Regiment zu entfernen sind. Tarabas lässt die „Entlassungskandidaten“ betrunken machen. Währenddessen kommt es zu einem Pogrom gegen die in Koropta wohnenden wehrlosen Juden, auch durch die betrunkenen Soldaten. Tarabas, Haupt der Ordnungsmacht in Koropta, ist während der Exzesse handlungsunfähig, da er ebenso betrunken ist. Die Häuser an der Hauptstraße werden von christlichen Bauern und Soldaten angezündet. Auch Getreue des Obersten Tarabas kommen bei den Ausschreitungen durch Christenhand um. Um die Juden vor weiteren Übergriffen zu schützen, befiehlt er, dass die Juden ihre Häuser nicht verlassen dürfen. Da läuft ihm der rothaarige jüdische Bethausdiener Schemarjah über den Weg. In seiner Wut misshandelt ihn der Oberst. Tarabas meint zu Recht, Schemarjah sei der Vater jenes rothaarigen Revolutionärs, der ihn nach Hause schicken wollte.
Tarabas erkennt, nachdem er das Verbrechen an Schemarjah begangen hat – er hat ihm den Bart ausgerissen – dass er ein Unhold ist, ein Mörder sogar. Er will büßen, will seinen ganzen mörderischen Glanz ablegen. Deshalb legt er die Zeichen seiner Macht ab und streicht als Landstreicher zerlumpt durchs Land, bettelt und arbeitet auch gelegentlich. Das entbehrungsreiche Leben ruiniert die Gesundheit des vormals robusten, kerngesunden Soldaten. Bevor Tarabas stirbt, bittet er Schemarjah, der inzwischen fast den Verstand verloren hat, um Vergebung. Der Jude vergibt dem Christen, wird sein Alleinerbe, weiß aber keine Verwendung für das Geld. Tarabas wird mit militärischen Ehren in Koropta beerdigt.

## Zitat
Man soll jedem Armen Gutes tun.

## Selbstzeugnisse
- Joseph Roth schreibt am 22. Mai 1933 in einem Brief an Stefan Zweig: Glänzender Stoff, fern von Dtschld., aber mit deutlicher Beziehung dazu.[4] Er habe den Stoff aus einer ukrainischen Zeitung.[5]
- In einem Brief an Carl Seelig vom 7. Juli 1934 hält Joseph Roth allerdings nicht mehr viel von seinem Roman.[6]

## Drucke zu Lebzeiten
- Pariser Tageblatt, 2. Jg., Nr. 46 vom 21. Januar 1934 bis Nr. 94 vom 16. März 1934. Ankündigung in der Sonntagsbeilage Nr. 41 vom 21. Januar 1934.
- Die Sammlung, Literarische Monatsschrift, 1. Jg. 1934, S. 26–33. Erstes Romankapitel.
- Die neue Weltbühne, Jg. 1934, Nr. 19, S. 584–585, Ausschnitt unter dem Titel Vater und Sohn.
- Jüdische Bibliothek, Unterhaltungsbeilage zum israelitischen Familienblatt, 22. November 1934ff in Fortsetzung unter dem Titel Das Wunder von Koropta.
- Amsterdam 1934, Querido-Verlag, 288s. Erstausgabe als Buch.

## Rezeption
- Hesse[7] nennt am 6. Mai 1934 in der „Basler Zeitung“ den Tarabas eines seiner [Joseph Roths] schönsten Bücher und resümiert: Die Dichtung ist echt und sie reicht dorthin, wo es Buße und Heiligung gibt. Roth bedankt sich bei Hesse schriftlich.[8]
- Nürnberger[9] sieht im Tarabas ein Zuviel gestellter Vorgänge, die ohne überzeugendes Konzept präsentiert werden.
- Thema der Novelle ist die Misshandlung der osteuropäischen Juden.[10]

## Verfilmung
Der Film Tarabas von Michael Kehlmann mit Helmuth Lohner, Erik Frey und Günter Mack wurde 1982 im Fernsehen gesendet.